# Basketbol'nyj klub Enisey
Lo Enisey Krasnojarsk in russo Енисей Красноярск? è una società cestistica avente sede nella città di Krasnojarsk, in Russia. Fondata nel 1993, gioca nel campionato russo.
Disputa le partite interne nello Ivan Jarygin Sports Palace, che ha una capacità di 4.100 spettatori.

## Roster 2021-2022
Aggiornato al 12 gennaio 2022.
|    | Naz.                                         | Ruolo | Sportivo          | Anno | Alt. | Peso |  |
| -- | -------------------------------------------- | ----- | ----------------- | ---- | ---- | ---- |  |
| 2  | Stati Uniti (bandiera)                       | P     | Casper Ware       | 1990 | 178  | 79   |  |
| 3  | Stati Uniti (bandiera) · Giamaica (bandiera) | G     | Brynton Lemar     | 1995 | 191  | 90   |  |
| 5  | Russia (bandiera)                            | AP    | Vladislav Truškin | 1993 | 201  | 98   |  |
| 6  | Moldavia (bandiera) · Russia (bandiera)      | AG    | Aleksandr Gudumak | 1993 | 203  | 111  |  |
| 7  | Stati Uniti (bandiera)                       | C     | James Thompson    | 1995 | 208  | 109  |  |
| 9  | Russia (bandiera)                            | AP    | Aleksej Babuškin  | 1994 | 197  | 98   |  |
| 10 | Russia (bandiera)                            | G     | Ivan Viktorov     | 1995 | 196  | 94   |  |
| 11 | Russia (bandiera)                            | C     | Sergej Balašov    | 1996 | 206  | 105  |  |
| 13 | Russia (bandiera)                            | G     | Dmitrij Son'ko    | 2001 | 197  | 86   |  |
| 15 | Stati Uniti (bandiera)                       | G     | Rion Brown        | 1991 | 198  | 98   |  |
| 16 | Russia (bandiera)                            | G     | Timofej Yakušin   | 1997 | 195  | 90   |  |
| 21 | Stati Uniti (bandiera)                       | AG    | Darral Willis     | 1996 | 206  | 102  |  |
| 22 | Russia (bandiera)                            | G     | Aleksandr Eršov   | 2000 | 197  | 93   |  |
| 24 | Russia (bandiera)                            | G     | Timofej Gerasimov | 1997 | 197  | 90   |  |
| 77 | Russia (bandiera)                            | P     | Sergej Mitusov    | 1996 | 193  | 88   |  |
| 89 | Russia (bandiera)                            | C     | Aleksandr Vinnik  | 1989 | 215  | 113  |  |

### Staff tecnico
- Allenatore:  Dražen Anzulović
- Assistenti:  Pavel Dergačev,  Sergej Vasil'ev